# Kamil Piątkowski
Kamil Piątkowski, né le 21 juin 2000 à Jasło en Pologne, est un footballeur international polonais qui évolue au poste de défenseur central au RB Salzbourg.

## Biographie

### Raków Częstochowa
Né à Jasło en Pologne, Kamil Piątkowski est formé au Zagłębie Lubin. Il ne fait cependant aucune apparition avec l'équipe première.
Le 18 mai 2019, Kamil Piątkowski s'engage avec le Raków Częstochowa, pour un contrat de quatre ans, soit jusqu'en 2023. Il joue son premier match en professionnel le 18 août 2019, en entrant en jeu lors d'une rencontre de championnat face au Lechia Gdańsk. Son équipe s'impose par deux buts à un ce jour-là. Dans un premier temps utilisé au poste d'arrière droit, il finit par s'imposer en défense centrale et devenir l'une des réelles satisfactions du Raków Częstochowa. Il inscrit son premier but en professionnel le 26 juin 2020 face à l'Arka Gdynia, en championnat. Il ouvre le score et son équipe s'impose par trois buts à deux.
Piątkowski participe au parcours de son équipe en Coupe de Pologne en 2021, le Raków Częstochowa atteignant la finale, qui se déroule le 2 mai 2021 contre l'Arka Gdynia. Son équipe l'emporte par deux buts à un et il glane ainsi le premier titre de sa carrière.

### Red Bull Salzbourg
Le 1er février 2021 est annoncé le transfert de Kamil Piątkowski au Red Bull Salzbourg, qui prendra effet au 1er juillet 2021. 
En septembre 2021, il est victime d'une fracture de la cheville, qui le tient éloigné des terrains pour plusieurs mois. Il fait son retour à la compétition le 27 novembre 2021, lors d'un match de championnat perdu face au SK Austria Klagenfurt, où il est titularisé (2-1 score final). Lors de cette saison 2021-22 il est sacré Championnat d'Autriche, le Red Bull Salzbourg remportant un neuvième titre d'affilée.

### KAA La Gantoise
Le 17 janvier 2023, Kamil Piątkowski rejoint le KAA La Gantoise sous la forme d'un prêt jusqu'à la fin de la saison. Il vient notamment pour remplacer Andreas Hanche-Olsen, parti au FSV Mayence.

### Grenade CF
Le 5 janvier 2024, Kamil Piątkowski rejoint l'Espagne et le club du Grenade CF où il est cédé jusqu'à la fin de la saison.

### Kasımpaşa SK
Le 31 janvier 2025, Kamil Piątkowski rejoint le Kasımpaşa SK, en Turquie, sous la forme d'un prêt jusqu'à la fin de la saison.

### En sélection
Kamil Piątkowski compte deux sélections avec l'équipe de Pologne des moins de 19 ans, l'une obtenue en 2018, l'autre en 2019.
Kamil Piątkowski fête sa première sélection avec l'équipe de Pologne espoirs le 4 septembre 2020 contre l'Estonie. Il est titulaire en défense centrale lors de cette rencontre remportée largement par son équipe sur le score de six buts à zéro.
En mars 2021, Kamil Piątkowski est retenu par Paulo Sousa le sélectionneur de l'équipe nationale de Pologne. Il honore sa première sélection face à Andorre lors d'un match éliminatoire pour la coupe du monde 2022. Il est titularisé en défense centrale aux côtés de Kamil Glik et son équipe s'impose par trois buts à zéro. Il figure dans la liste des 26 joueurs polonais retenus pour participer à l'Euro 2020.

## Palmarès

### En club
Raków Częstochowa
- Coupe de Pologne (1) :
  - Vainqueur : 2021.

 RB Salzbourg
- Championnat d'Autriche (1) :
  - Champion : 2021-22.